# Kerstin Kjellberg
För skulptören, född 2 september 1930 i Helsingborg, se Kerstin Kjellberg-Jacobsson
Kerstin Kjellberg, född Lingström den 24 juli 1906 i Klintehamn på Gotland, död den 27 november 1984 i Upplands Väsby, var en svensk konstnär och lärare.
Kjellberg var lärare på Kungsholmens folkhögskola i Stockholm. Samtidigt studerade hon konst för Otte Sköld, vid Pernbys målarskola samt vid kursverksamheten på Stockholms universitet. Från 1962 medverkade hon i ett stort antal separat- och samlingsutställningar, bland annat på Galerie S:t Nicolaus, Postmuseum, Galerie Galax i Göteborg och i naivisternas julutställning på Gallerie Heland. Hennes konst består av naivistiska och detaljrika skildringar ur äldre högreståndsmiljöer. Kjellberg är representerad i Upplands Väsby kommun, Gotlands kommun och i ett flertal landsting.